# Dècada del 500

## Esdeveniments
- Guerra amb la Pèrsia sassànida: l'emperador Anastasi I es nega a pagar una part del cost de la defensa del Congost de Darial, a través de les quals les tribus nòmades han vingut per atacar Pèrsia i l'Imperi Romà d'Orient. El rei Kavadh I envaeix Armènia i captura Teodosiòpolis.[1]
- Kavadh I assetja la ciutat-fortalesa d'Amida (l'actual Turquia). Els defensors, encara que no tenen el suport de les tropes romanes, repelen els assalts perses durant tres mesos abans que finalment siguin derrotats.[2]
- Els francs asseguren el seu domini sobre la Gàl·lia i fan recular els visigots a Hispània
- Promulgació de la Llei Sàlica per part dels Francs salis.[3]
- S'estableixen els cànons clàssics de la pintura xinesa
- 503 - Guerra entre l'Imperi Persa i els romans

## Personatges destacats
- Alaric II
- Clodoveu I, rei dels francs (481 - 511) de la dinastia merovíngia
- Papa Símmac[4]